# Bracon lulensis
Bracon lulensis är en stekelart som beskrevs av Berta och Colomo 2000. Bracon lulensis ingår i släktet Bracon och familjen bracksteklar. Inga underarter finns listade.